# São Salvador (Odemira)
A Freguesia de São Salvador é uma antiga freguesia portuguesa do Município de Odemira, com 164,40 km² de área e 1 818 habitantes (2011). A sua densidade populacional era 11,1 hab/km².

Foi extinta (agregada) pela reorganização administrativa de 2012/2013, sendo o seu território integrado na Freguesia de São Salvador e Santa Maria.

## População
| Populaçãoda freguesia de Odemira (São Salvador) (1864 – 2011) | Populaçãoda freguesia de Odemira (São Salvador) (1864 – 2011) | Populaçãoda freguesia de Odemira (São Salvador) (1864 – 2011) | Populaçãoda freguesia de Odemira (São Salvador) (1864 – 2011) | Populaçãoda freguesia de Odemira (São Salvador) (1864 – 2011) | Populaçãoda freguesia de Odemira (São Salvador) (1864 – 2011) | Populaçãoda freguesia de Odemira (São Salvador) (1864 – 2011) | Populaçãoda freguesia de Odemira (São Salvador) (1864 – 2011) | Populaçãoda freguesia de Odemira (São Salvador) (1864 – 2011) | Populaçãoda freguesia de Odemira (São Salvador) (1864 – 2011) | Populaçãoda freguesia de Odemira (São Salvador) (1864 – 2011) | Populaçãoda freguesia de Odemira (São Salvador) (1864 – 2011) | Populaçãoda freguesia de Odemira (São Salvador) (1864 – 2011) | Populaçãoda freguesia de Odemira (São Salvador) (1864 – 2011) | Populaçãoda freguesia de Odemira (São Salvador) (1864 – 2011) |
| ------------------------------------------------------------- | ------------------------------------------------------------- | ------------------------------------------------------------- | ------------------------------------------------------------- | ------------------------------------------------------------- | ------------------------------------------------------------- | ------------------------------------------------------------- | ------------------------------------------------------------- | ------------------------------------------------------------- | ------------------------------------------------------------- | ------------------------------------------------------------- | ------------------------------------------------------------- | ------------------------------------------------------------- | ------------------------------------------------------------- | ------------------------------------------------------------- |
| 1864                                                          | 1878                                                          | 1890                                                          | 1900                                                          | 1911                                                          | 1920                                                          | 1930                                                          | 1940                                                          | 1950                                                          | 1960                                                          | 1970                                                          | 1981                                                          | 1991                                                          | 2001                                                          | 2011                                                          |
| 1 422                                                         | 1 512                                                         | 1 492                                                         | 1 690                                                         | 2 120                                                         | 2 333                                                         | 2 711                                                         | 3 433                                                         | 3 714                                                         | 4 011                                                         | 3 747                                                         | 3 387                                                         | 3 461                                                         | 3 285                                                         | 1 818                                                         |

Com lugares desta freguesia foram criadas, pela Lei n.º 84/85,  de 4 de Outubro, a freguesia de Pereiras-Gare; pela Lei 18-F/2001, de 3 de Julho, a freguesia de Boavista dos Pinheiros; pela Lei n.o 18-D/2001, da mesma data, a freguesia de Longueira/Almograve

## Património
- Igreja da Misericórdia de Odemira
- Igreja Paroquial do Salvador de Odemira
- Moinho de vento da Carata ou do Bonézinho
- Moinho de vento do Montinho dos Alhos ou das Terras Novas
- Moinho de vento do Serralha ou de Marreiros